# Упорное
Упо́рное (до 1948 года Кия́т-Орка́; укр. Упорне, крымскотат. Qıyat Orqa, Къыят Оркъа) — село в Первомайском районе Республики Крым, входит в состав Первомайского сельского поселения (согласно административно-территориальному делению Украины — Первомайского поселкового совета Автономной Республики Крым).

## Население
| 2001 | 2014 |
| ---- | ---- |
| 320  | ↗346 |

### Динамика численности
| - 1806 год — 10 чел. - 1864 год — 90 чел. - 1889 год — 60 чел. - 1892 год — 71 чел. - 1900 год — 108 чел. - 1915 год — 42/45 чел. | - 1926 год — 82 чел. - 1939 год — 76 чел. - 1989 год — 265 чел. - 2001 год — 320 чел. - 2009 год — 348 чел. - 2014 год — 346 чел. |

## Современное состояние
На 2016 год в Упорном числится 4 улицы; на 2009 год, по данным сельсовета, село занимало площадь 85 гектара, на которой в 98 дворах проживало 348 человек.

## География
Упорное — село на севере района, в степном Крыму, на левоv берегу реки Воронцовка (сейчас — один из коллекторов Северо-Крымского канала), высота центра села над уровнем моря — 31 м. Ближайшие населённые пункты — райцентр Первомайское в 3 километрах (по шоссе) на запад и Пшеничное в 0,5 км на юг, ближайшая железнодорожная станция — Воинка (на линии Джанкой — Армянск) — примерно 24 километра. Транспортное сообщение осуществляется по региональной автодороге 35Н-396 Первомайское — Пшеничное (по украинской классификации — С-0-11011).

## История
Первое документальное упоминание села встречается в Камеральном Описании Крыма… 1784 года, судя по которому, в последний период Крымского ханства Хытай Орка входил в Четырлыкский кадылык Перекопского каймаканства. После присоединения Крыма к России (8) 19 апреля 1783 года, (8) 19 февраля 1784 года, именным указом Екатерины II сенату, на территории бывшего Крымского Ханства была образована Таврическая область и деревня была приписана к Перекопскому уезду. После Павловских реформ, с 1796 по 1802 год, входила в Акмечетский уезд Новороссийской губернии. По новому административному делению, после создания 8 (20) октября 1802 года Таврической губернии, Кият-Орка был включён в состав Бустерчинской волости Перекопского уезда.
По Ведомости о всех селениях в Перекопском уезде состоящих с показанием в которой волости сколько числом дворов и душ… от 21 октября 1805 года, в деревне Кият-Орка числилось 16 дворов, 98 крымских татар, 7 крымских цыган и 1 ясыр. На военно-топографической карте генерал-майора Мухина 1817 года деревня Кучук орка обозначена с 10 дворами. После реформы волостного деления 1829 года деревню, согласно «Ведомости о казённых волостях Таврической губернии 1829 года» отнесли к Ишуньской волости (переименованной из Бустерчинской). На карте 1836 года в деревне 14 дворов. Затем, видимо, вследствие эмиграции крымских татар в Османскую империяю, деревня заметно опустела и на карте 1842 года Кият Орка обозначена условным знаком «малая деревня», то есть, менее 5 дворов.
В 1860-х годах, после земской реформы Александра II, деревню приписали к Ишуньской волости. Согласно «Памятной книжке Таврической губернии за 1867 год», деревню опустела, ввиду эмиграции крымских татар, особенно массовой после Крымской войны 1853—1856 годов, в Турцию и была заселена переселенцами из Эстонии.
В «Списке населённых мест Таврической губернии по сведениям 1864 года», составленном по результатам VIII ревизии 1864 года, Кият-Орка — казённая эстонская деревня, с 5 дворами и 90 жителями при колодцах. По обследованиям профессора А. Н. Козловского начала 1860-х годов, в селении была «вода пресная в колодцах глубиною 15—20 саженей» (от 31 до 42 м). На трёхверстовой карте Шуберта 1865—1876 года в деревне Кият-Орка обозначено 14 дворов. По «Памятной книге Таврической губернии 1889 года», по результатам Х ревизии 1887 года, в деревне Кият-Орка числилось 12 дворов и 60 жителей.
После земской реформы 1890 года Кият-Орку отнесли к Джурчинской волости.Согласно «…Памятной книжке Таврической губернии на 1892 год», в деревне Кият-Орка, составлявшей Кият-Оркинское сельское общество, был 71 житель в 12 домохозяйствах. По «…Памятной книжке Таврической губернии на 1900 год» в деревне Кият-Орка числилось 108 жителей в 13 дворах. По Статистическому справочнику Таврической губернии. Ч.II-я. Статистический очерк, выпуск пятый Перекопский уезд, 1915 год, в деревне Кият-Орка Джурчинской волости Перекопского уезда числилось 9 дворов (все дворы с землёй) с эстонским населением в количестве 42 человек приписных жителей и 45 «посторонних», из которых 55 мужчин и 44 женщины. Жители владели 797 десятинами удобной земли. В хозяйствах имелось 100 лошадей, 34 коровы и 220 голов мелкого скота.
После установления в Крыму Советской власти и учреждения 18 октября 1921 года Крымской АССР, в составе Джанкойского уезда был образован Курманский район, в состав которого включили село. В 1922 году уезды получили название округов. 11 октября 1923 года, согласно постановлению ВЦИК, в административное деление Крымской АССР были внесены изменения, в результате которых был ликвидирован Курманский район и село включили в состав Джанкойского. Согласно Списку населённых пунктов Крымской АССР по Всесоюзной переписи 17 декабря 1926 года, в селе Кият-Орка, Джурчинского сельсовета (в котором село состоит всю дальнейшую историю) Джанкойского района, числилось 15 дворов, из них 13 крестьянских, население составляло 82 человека. В национальном отношении учтено: 57 эстонцев, 14 немцев, 9 украинцев, 2 записаны в графе «прочие». Постановлением ВЦИК РСФСР от 30 октября 1930 года был создан Фрайдорфский еврейский национальный район (переименованный указом Президиума Верховного Совета РСФСР № 621/6 от 14 декабря 1944 года в Новосёловский) (по другим данным 15 сентября 1931 года) и, село переподчинили новому району. По данным всесоюзной переписи населения 1939 года в селе проживало 76 человек.
С 25 июня 1946 года Кият-Орка в составе Крымской области РСФСР. Указом Президиума Верховного Совета РСФСР от 18 мая 1948 года, Кият-Орку переименовали в Упорную. 26 апреля 1954 года Крымская область была передана из состава РСФСР в состав УССР. Указом Президиума Верховного Совета УССР «Об укрупнении сельских районов Крымской области», от 30 декабря 1962 года был упразднён Первомайский район и село присоединили к Красноперекопскому. 8 декабря 1966 года был восстановлен Первомайский район и село вернули в его состав. Решением Верховного Совета АРК от 25 декабря 2013 года посёлку Упорное присвоен статус села. По данным переписи 1989 года в селе проживало 265 человек. С 12 февраля 1991 года село в восстановленной Крымской АССР, 26 февраля 1992 года переименованной в Автономную Республику Крым. С 21 марта 2014 года в составе Крыма аннексировано Россией.